# Aundorach
Aundorach is een dorp in de Schotse lieutenancy Inverness in het raadsgebied Highland, ongeveer 2 kilometer ten zuiden van Loch Garten.